# Лего Лигата на справедливостта срещу Бизаро-лигата
„Лего Лигата на справедливостта срещу Бизаро-лигата“ (на английски: Lego DC Comics Super Heroes: Justice League vs. Bizarro League) е компютърно-анимационен филм от 2015 година, базиран на марките на Lego и DC Comics, пуснат на 10 февруари 2015 г. на Blu-ray и DVD. Това е третият филм на Lego DC Comics, след „Лего Батман: Супергероите се съюзяват“ (Lego Batman: The Movie – DC Super Heroes Unite) и Lego DC Comics: Batman Be-Leaguered.
В България филмът е излъчен на 17 април 2020 г. по bTV Action с български войсоувър дублаж на Медиа Линк. Екипът се състои от:
| Озвучаващи артисти  | Христина Ибришимова Цветослава Симеонова Радослав Рачев Цанко Тасев Александър Воронов |
| Преводач            | Виолета Георгиева                                                                      |
| Тонрежисьор         | Емил Енев                                                                              |
| Режисьор на дублажа | Михаела Минева                                                                         |

През 2016 г. филмът е излъчен на 9 януари 2016 г. по HBO с български войсоувър дублаж на Доли Медия Студио. Екипът се състои от:
| Озвузаващи артисти  | Златина Тасева Живко Джуранов Цанко Тасев Росен Русев |
| Преводач            | Елена Илиева                                          |
| Тонрежисьор         | Петър Пейков                                          |
| Режисьор на дублажа | Йоанна Микова                                         |